# Наводнение в Риу-Гранди-ду-Сул (2024)

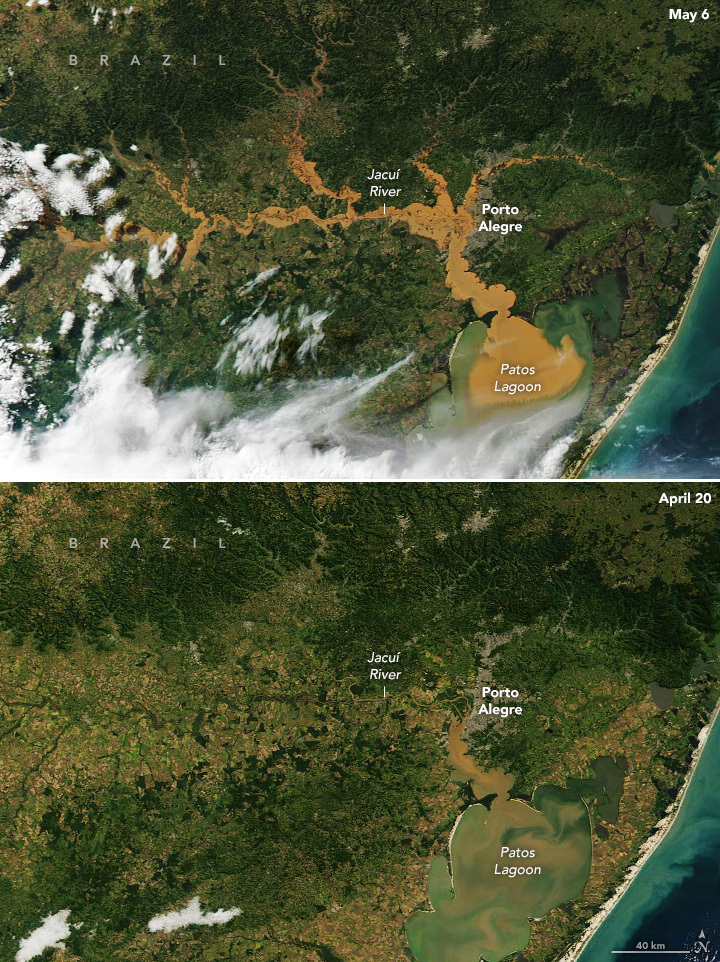
Снимки из космоса региона Порту-Алегри 20 апреля (внизу) и 6 мая (сверху)

Наводнение в Риу-Гранди-ду-Сул — наводнение в бразильском штате Риу-Гранди-ду-Сул, начавшееся 29 апреля 2024 года. Оно стало самым сильным в Бразилии за последние 80 лет, погибло более 100 человек. В то же время это наводнение стало четвёртым в Бразилии за год, в наводнениях в июле, сентябре и ноябре 2023 года погибло 75 человек.

## Причины наводнения и развитие событий
Природный феномен Эль-Ниньо вызывает в Бразилии засуху на севере и сильные осадки на юге страны. Как полагают многие эксперты, влияние Эль-Ниньо усугубляется глобальным потеплением.
В середине апреля над центральной частью Бразилии сформировался блокирующий антициклон с аномально высокими температурами, на 5-10 °C выше прежних рекордов для этого времени года. Взаимодействие этой воздушной массы с более холодной морской привело к формированию атмосферного фронта. Сильные дожди начались 28 апреля на севере штата, а в следующие дни охватили весть штат. Только за 30 апреля в некоторых частях штата выпало 150 мм осадков. Разлив местных рек 2 мая привёл к частичному разрушению плотины гидроэлектростанции 14 de Julho hydroelectric dam, образовавшаяся в результате волна высотой 2 м усугубила положение расположенных вниз по течению населённых пунктов.
В результате наводнения ряд городов штата оказался отрезанным от внешнего мира и частично затопленными, включая Лажеаду, Эстрела, Мусун, Крузейру-ду-Сул, Элдораду-ду-Сул и Аррою-ду-Мею. Уровень озера Гуайба достиг 5,31 м, побив рекорд наводнения 1941 года.

## Последствия
По состоянию на 9 мая 2024 года погибло 107 человек, 134 числились пропавшими без вести, 164 тыс. человек вынуждены были покинуть свои дома. Ликвидация последствий обойдётся в 3,7 млрд долларов. К 11 мая 2024 года число погибших достигло 126 человек.